# Jenny Olsson
Jenny Olsson (ur. 14 lipca 1979 w Tumba, zm. 15 kwietnia 2012 w Östersund) – szwedzka biegaczka narciarska. Uczestniczka igrzysk olimpijskich w Salt Lake City.
W 2005 roku zdiagnozowano u niej raka piersi, wkrótce potem zakończyła karierę. Zmarła w 2012 roku, pozostawiając męża i dwuletniego syna.

## Osiągnięcia

### Igrzyska olimpijskie
| Miejsce | Dzień     | Rok  | Miejscowość    | Konkurencja             | Czas biegu | Strata  | Zwyciężczyni      |
| ------- | --------- | ---- | -------------- | ----------------------- | ---------- | ------- | ----------------- |
| 39.     | 9 lutego  | 2002 | Salt Lake City | 15 km stylem dowolnym   | 39:54,4    | +4:03,3 | Stefania Belmondo |
| 22.     | 12 lutego | 2002 | Salt Lake City | 10 km stylem klasycznym | 28:05,6    | +2:03,9 | Bente Skari       |
| 35.     | 15 lutego | 2002 | Salt Lake City | 10 km bieg łączony      | 25:09,9    | +1:19,9 | Beckie Scott      |
| 12.     | 21 lutego | 2002 | Salt Lake City | Sztafeta 4 × 5 km       | 49:30,6    | +3:09,8 | Niemcy            |

### Mistrzostwa świata
| Miejsce | Dzień     | Rok  | Miejscowość   | Konkurencja             | Czas biegu | Strata  | Zwyciężczyni        |
| ------- | --------- | ---- | ------------- | ----------------------- | ---------- | ------- | ------------------- |
| 23.     | 18 lutego | 2001 | Lahti         | 10 km łączony           | 28:06,1    | +1:58,6 | Virpi Kuitunen      |
| 31.     | 20 lutego | 2001 | Lahti         | 10 km stylem klasycznym | 29:13,5    | +2:49,3 | Bente Skari         |
| 5.      | 23 lutego | 2001 | Lahti         | Sztafeta 4 × 5 km       | 53:01,6    | +2:45,4 | Rosja               |
| 5.      | 18 lutego | 2003 | Val di Fiemme | 15 km stylem klasycznym | 39:40,9    | +1:31,2 | Bente Skari         |
| 32.     | 20 lutego | 2003 | Val di Fiemme | 10 km stylem klasycznym | 25:47,0    | +2:23,2 | Bente Skari         |
| 14.     | 22 lutego | 2003 | Val di Fiemme | 10 km łączony           | 26:38,4    | +21,8   | Kristina Šmigun     |
| 6.      | 24 lutego | 2003 | Val di Fiemme | Sztafeta 4 × 5 km       | 50:54,7    | +1:31,2 | Niemcy              |
| 34.     | 28 lutego | 2003 | Val di Fiemme | 30 km stylem dowolnym   | 1:14:29,8  | +7:37,9 | Olga Zawiałowa      |
| 37.     | 17 lutego | 2005 | Oberstdorf    | 10 km stylem dowolnym   | 26:27,6    | +3:07,0 | Kateřina Neumannová |
| 32.     | 19 lutego | 2005 | Oberstdorf    | 15 km bieg łączony      | 42:16,8    | +3:09,2 | Julija Czepałowa    |

### Mistrzostwa świata juniorów
| Miejsce | Dzień       | Rok  | Miejscowość | Konkurencja             | Czas biegu | Strata  | Zwyciężczyni    |
| ------- | ----------- | ---- | ----------- | ----------------------- | ---------- | ------- | --------------- |
| 40.     | 16 lutego   | 1997 | Canmore     | 15 km stylem dowolnym   | 43:45,7    | +4:15,8 | Kristina Šmigun |
| 29.     | 21 stycznia | 1998 | Pontresina  | 5 km stylem dowolnym    | 14:03,2    | +1:07,4 | Katrin Šmigun   |
| 1.      | 23 stycznia | 1998 | Pontresina  | Sztafeta 4 × 5 km       | 1:02:11,7  | -       | -               |
| 15.     | 25 stycznia | 1998 | Pontresina  | 15 km stylem klasycznym | 48:25,6    | +2:39,3 | Hilde Glomsås   |

### Puchar Świata

#### Miejsca w klasyfikacji generalnej
| Sezon     | Miejsce     |
| --------- | ----------- |
| 2000/2001 | 62. miejsce |
| 2001/2002 | 73. miejsce |
| 2002/2003 | 24. miejsce |
| 2003/2004 | 65. miejsce |